# Adam Gettis
Adam Gettis (Frankfort, 9 dicembre 1988) è un giocatore di football americano statunitense che gioca nel ruolo di offensive guard per i New York Giants della National Football League. Fu scelto dai Redskins nel corso del quinto giro (141º assoluto) del Draft NFL 2012 dai Washington Redskins. Al college ha giocato a football ad Iowa.

## Carriera professionistica
Gettis fu scelto come 141º assoluto del Draft 2012 dai Washington Redskins. Il 5 maggio 2012 firmò con la franchigia della capitale nordamericana un contratto quadriennale. Nella sua stagione da rookie non scese mai in campo. Dopo non essere sceso in campo nella sua stagione da rookie, debuttò come professionista nella settimana 3 della stagione 2013, scendendo in campo per tutte le restanti gare della stagione, terminata con 13 presenze.
In seguito, Gettis giocò per i Pittsburgh Steelers (2014), i New York Giants (2015) e gli Oakland Raiders, prima di fare ritorno ai Giants, dove nella settimana 12 della stagione 2016 disputò la prima partita come titolare contro i Cleveland Browns.

## Statistiche
| Partite totali      | 17 |
| Partite da titolare | 1  |

Statistiche aggiornate alla settimana 12 della stagione 2016